# Черных, Фёдор Иванович
Фёдор Ива́нович Черны́х (лит. Fiodor Černych; род. 21 мая 1991, Москва) —  литовский футболист, вингер клуба «Кауно Жальгирис». Занимает второе место по голам и третье место по матчам в истории сборной Литвы.
Родился в Москве, но в детстве, после развода родителей, переехал с матерью к бабушке и дедушке в Вильнюс; в юношеском возрасте отказался от российского гражданства, чтобы получить гражданство Литвы.

## Клубная карьера
Родился в семье русского отца и матери литовки. Начинал играть в футбол в клубе третьего литовского дивизиона «Гранитас» из Вильнюса, в 2008 году забил 11 голов в чемпионате. Когда «Гранитас» приехал на соревнования в Могилёв, Черных был замечен тренером «Днепра» Валерием Стрельцовым и приглашён в могилёвскую команду.
В чемпионате Беларуси дебютировал в 2009 году в матче против «Сморгони». Выйдя на замену на 71-й минуте матча, забил два гола, что является рекордом для дебютантов чемпионата Беларуси. Со следующего сезона стал игроком основного состава «Днепра», а в 2011 году пропустил много матчей из-за травмы.
По итогам сезона-2011 «Днепр» вылетел в первую лигу, где запрещено играть иностранцам. Поэтому Черных в 2012 году был отдан в годичную аренду в «Нафтан». В этом сезоне принял участие во всех 30 матчах чемпионата страны и стал обладателем Кубка Беларуси 2011/12 (в финале забил один из двух голов команды). В конце 2012 года был на просмотре в турецком «Анкараспоре», также сообщалось об интересе к нему со стороны минского «Динамо», БАТЭ и украинских «Карпат».
В 2013 году Черных вернулся в могилёвский «Днепр», который завоевал право снова играть в высшей лиге Беларуси. Провёл в клубе ещё полтора года, в 2013 году сыграл все 32 матча команды в чемпионате. 25 мая 2014 года забил два гола в ворота брестского «Динамо» (2:0) и помог «Днепру» одержать первую победу в чемпионате-2014. Летом 2014 года расторг контракт с клубом по обоюдному согласию.
В июле 2014 года подписал контракт с польским клубом «Гурник» Ленчна, дебютантом высшего дивизиона Польши. Первый матч в новой команде сыграл 27 июля 2014, выйдя на замену на 76-й минуте игры с «Рухом» (2:1).
В январе 2018 года перешёл в московское «Динамо». В сезоне 2019/20 выступал на правах аренды за «Оренбург». 8 сентября 2020 года покинул «Динамо» по соглашению сторон.
8 января 2023 года перешёл АЕЛ. Контракт действует до 31 мая 2024 года.
10 января 2024 года перешёл в индийский клуб «Керала Бластерс», подписав контракт до конца сезона 2023/24.
21 июня 2024 года стал игроком литовского клуба «Кауно Жальгирис», заключив контракт до 31 декабря 2026 года.

## В сборной
Выступал за юношескую и молодёжную сборную Литвы.
14 октября 2012 года дебютировал в первой сборной Литвы в товарищеском матче против Армении (2:4). Первый гол за национальную команду забил 11 октября 2013 года в игре с Латвией (2:0).

## Достижения

### Командные
«Днепр» (Могилёв)
- Бронзовый призёр чемпионата Беларуси: 2009

 «Нафтан»
- Обладатель Кубка Беларуси: 2012

 «Ягеллония» (Белосток)
- Серебряный призёр чемпионата Польши: 2016/17 , 2017/18

### Личные
- Лучший футболист Литвы: 2016, 2017